# Philippe Vandooren
Philippe Vandooren (Ukkel, 23 mei 1935 - 17 juli 2000) was een Belgische journalist, tekenaar en schrijver. Hij was de schoonbroer van striptekenaar Hermann. Hij begon als illustrator voor televisieblad Moustique en werkte voor verschillende uitgaven van de scoutsbeweging.

## Strips
Philippe Vandooren ging dan aan de slag bij stripuitgeverijen. Eerst bij Marabout en van 1972 tot 1974 bij Le Lombard onder Guy Leblanc. Hij was hoofdredacteur van stripblad Spirou van 1982 tot 1987. Hij stelde Spirou open voor meer volwassen strips, zoals S.O.S. geluk van Griffo en Jean Van Hamme, en De PI van Hollywood van Berthet. Vanaf 1987 werkte hij bij uitgeverij Dupuis als redacteur van albumuitgaven, en was hij verantwoordelijk voor de collectie Vrije vlucht. Onder het pseudoniem Morphée schreef Philippe Vandooren de scenario's van Hee Nick! Droom je? voor Hermann.

## Boeken
Philippe Vandooren was ook schrijver onder verschillende pseudoniemen. Voor Henri Vernes schreef hij ook verschillende boeken van Bob Morane. In 1969 schreef hij het invloedrijke handboek Comment on devient créateur de bande dessinée ("hoe word je maker van stripverhalen?").
- Bibliothèque nationale de France: cb12752767c (data)
- International Standard Name Identifier: 0000 0000 7361 8187
- Nederlandse Thesaurus van Auteursnamen: 073394319
- Système universitaire de documentation: 052464865
- Virtual International Authority File: 27192080
- WorldCat: E39PBJjHjr3hYyPCQrDT3bwQv3